# Zumbul
Zumbul (hijacint; lat. Hyacinthus), manji rod jednosupnica s tri priznate vrste lukovičastih trajnica iz porodice šparogovki koje rastu po Euroaziji i Sjevernoj Americi, poglavito u Iranu i Turkmenistanu. U Hrvatskoj je prisutna vrsta istočnjački zumbul (H. orientalis), mirisna trajnica s brojnim kultivarima.
Ime roda došlo je po istoimenom cvijetu koji je prema Homeru niknuo iz krvi ubijenog Hijakinta.

## Vrste
1. Hyacinthus litwinowii Czerniak.
2. Hyacinthus orientalis L.
3. Hyacinthus transcaspicus Litv.

- Hyacinthus transcaspicus
- Hyacinthus orientalis, ilustracija